# 시레토코샤리역
시레토코샤리역(일본어: 知床斜里駅 しれとこしゃりえき[*])은 일본 홋카이도 샤리 군 샤리정에 위치한 홋카이도 여객철도 센모 본선의 철도역이다. 역 번호는 B72이며, 단선 · 섬식의 형태를 합친 2면 3선 구조의 복합 승강장을 갖춘 지상역이다.

## 타는 곳
| 1  | ■ 센모 본선 | 하행 | 미도리 · 마슈 · 구시로 방면 |                     |
| 2  | ■ 센모 본선 | 상행 | 아바시리 · 기타미 방면      |                     |
| 3' | ■ 센모 본선 | 하행 | 미도리 · 마슈 · 구시로 방면 | (임시 열차 등 일부) |
| 3' | ■ 센모 본선 | 상행 | 아바시리 방면               | (임시 열차 등 일부) |

## 역 주변
- 샤리 정청
- 호쿠요 은행 · 홋카이도 은행 · 아바시리 신용금고 샤리 지점
- 샤리 정립 도서관
- 샤리강

## 인접 역
| 홋카이도 여객철도 센모 본선 | 홋카이도 여객철도 센모 본선 | 홋카이도 여객철도 센모 본선     |
| --------------------------- | --------------------------- | ------------------------------- |
| B 73 야무베쓰 아바시리 방면 | ■ 센모 본선                 | 나카샤리 B 71 히가시쿠시로 방면 |